# Serpico
Serpico är en amerikansk film från 1973 i regi av Sidney Lumet. Den är verklighetsbaserad och handlar om polisen Frank Serpico. I titelrollen ses Al Pacino.

## Handling
I den första scenen ses Frank Serpico sittande i baksätet på en polisbil, skjuten i ansiktet. Sedan går filmen tillbaka i tiden, till 1960, då han började som polis. Han är idealistisk och vill inte ta mutor. Detta leder till misstänksamhet bland kollegorna. Han känner att han inte passar in, han har långt hår och skägg och bor i Greenwich Village.

## Rollista (urval)
| Al Pacino         | – Frank Serpico                   |
| John Randolph     | – Chief Sidney Green              |
| Jack Kehoe        | – Tom Keough                      |
| Biff McGuire      | – Captain Inspector McClain       |
| Barbara Eda-Young | – Laurie                          |
| Cornelia Sharpe   | – Leslie Lane                     |
| Tony Roberts      | – Bob Blair                       |
| Allan Rich        | – District Attorney Herman Tauber |